# 나기나타술

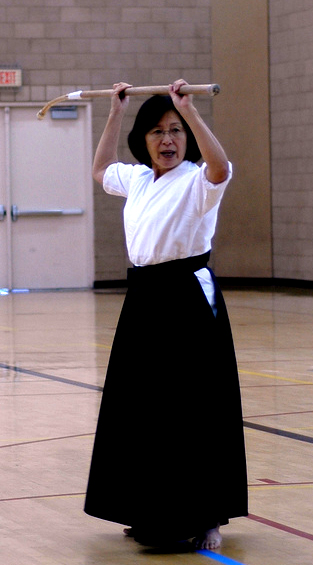

나기나타술(일본어: 薙刀術 나기나타쥬츠[*])는 일본 고유의 장병기인 나기나타를 사용하는 무술이다.
나기나타는 중세 유럽의 글레이브와 중국의 관도를 닮은 무기이다. 오늘날 행해지는 대부분의 나기나타술은 현대화된 형태인 겐다이 부도(gendai budō)이며 대회도 개최된다.